# Polystira starretti
Polystira starretti is een slakkensoort uit de familie van de Turridae. De wetenschappelijke naam van de soort is voor het eerst geldig gepubliceerd in 2002 door Petuch.